# KBI동국실업
KBI동국실업 주식회사(KBI DONGKOOK IND.)는 KBI그룹 계열의 플라스틱 가공 기술 기반의 자동차 부품 기업으로, 서울특별시 용산구 한강대로 350에 본사를 두고 있다.

## 같이 보기
- KBI그룹